# Судзуки, Хидэто
Хидэто Судзуки (яп. 鈴木 秀人 Судзуки Хидэто, 7 октября 1974, Хамамацу, Сидзуока) — японский футбольный защитник. Тренер.

## Карьера
На протяжении своей футбольной карьеры выступал за клуб «Джубило Ивата». В июле 2019 года стал главным тренером клуба.

## Национальная сборная
В 1997 году сыграл за национальную сборную Японии 1 матч.

## Статистика за сборную
| Сборная Японии | Сборная Японии | Сборная Японии |
| Год            | Матчи          | Голы           |
| -------------- | -------------- | -------------- |
| 1997           | 1              | 0              |
| Итого          | 1              | 0              |

## Достижения

### Командные
- Джей-лиги: 1997, 1999, 2002
- Кубок Императора: 2003
- Кубок Джей-лиги: 1998

### Индивидуальные
- Включён в сборную Джей-лиги: 2002